# 왕당
왕당(王幢)은 고구려 광개토왕의 직속 친위군을 일컫는 말이다.

## 개요
왕당은 광개토왕의 직속 친위군을 일컫는 말로, 광개토왕릉비에 기록되어 있다. 중국 사서인 “양서”는 광개토왕이 장사, 사마, 참군의 관직을 신설하였다고 하는데, 이는 광개토왕이 역사학과 군정을 중요히 여겼음을 말해 준다. 고구려에는 5부가 있었는데, 광개토왕은 이들 각 부에서 관할하던 군사 집단을 하나로 통합하여 왕당과 관군(官軍)을 편성하였다. 400년 왜를 정벌할 때는 관군을 파견하였고, 404년 다시 왜를 격퇴할 때는 직접 왕당을 이끌었다. 이는 광개토왕 시기에 오면서 국왕과 5부가 각기 독자적으로 통솔하던 이원적인 군사 체제가 국왕 내지 국가의 직속 군대로 일원화되었음을 보여 준다. 광개토왕에게는 최소 5만 명 이상을 동원할 수 있는 왕당 또는 관군이 있었는데, 이 왕당과 관군은 광개토왕이 정복 전쟁을 효율적으로 수행하는 데 가장 중요한 원동력이 되었다.